# Darius Slay
(en) Statistiques sur pro-football-reference
Darius Demetrius Slay Jr., né le 1er janvier 1991 à Brunswick dans l'État de Géorgie aux États-Unis, est un sportif professionnel américain de football américain jouant au poste de cornerback dans la  National Football League (NFL) depuis la saison 2013, et pour les Steelers de Pittsburgh depuis 2025.
Auparavant, au niveau universitaire, il a joué pendant deux saisons dans la NCAA Division I FBS pour les Bulldogs de l'université d'État du Mississippi (Mississippi State) avant de d'être sélectionné lors du 2e tour de la draft 2013 de la NFL par la franchise des Lions de Détroit. Il y joue jusqu'au terme de la saison 2019 avant de rejoindre les Eagles, où il perd le Super Bowl LVII mais remporte le Super Bowl LIX, deux matchs joués contre les Chiefs de Kansas City. Il rejoint ensuite dès 2025 les Steelers de Pittsburgh.

## Biographie

### Jeunesse
Natif de Brunswick dans l'État de Géorgie, Slay fait ses études au lycée Brunswick (en) où il joue aux postes de running back et de defensive back. Il est désigné defensive back All-State par le périodique The Atlanta Journal-Constitution après son année senior et est de ce fait sélectionné pour le match opposant les équipes du Nord et du Sud de l'État de Géorgie (le Georgia North-South All-Star Game). Il y gagne plus de 1 300 yards et inscrit 15 touchdowns à la course lors de la saison 2008 en plus de six interceptions dont deux transformées en touchdowns. Son année junior est raccourcie à la suite d'une déchirure du ligament collatéral médian alors qu'il avait déjà cumulé lors des cinq premiers matchs, 336 yards et six touchdowns. Comme sophomore, il gagne 1 127 yards en 142 courses et inscrit 13 touchdowns. Slay pratique également le basketball et l'athlétisme où il est assez performant puisqu'il est chronométré en 10,9 secondes au 100 mètres et en 22 secondes au 200 mètres.

### Carrière universitaire

#### Indians d'Itawamba (2009-2010)
Après le lycée, Slay intègre l'université Itawamba Community College (en) de Fulton.
Comme freshman à Itawamba, Slay totalise 41 tacles, 3 tacles pour perte, 1 sack et 2 fumbles forcée alors qu'il ne joue que cinq matchs avec les Indians sous les ordres de l'entraîneur principal Jon Williams. Cette performance lui permet de recevoir 23 récompenses et d'être sélectionné dans l'équipe type All-State de la MACJC (Mississippi Association of Community and Junior Colleges), dans l'équipe type All-Region de la NJCAA (National Junior College Athletic Association). Il est ensuite sélectionné après l'avant saison et dans la seconde équipe JC Gridwire All-American pour l'avant saison. Lors de sa dernière année à Fulton, Slay dispute les neuf matchs de la saison, totalisant 
Après cette première saison, 32 tacles dont 1 tacle pour perte, force un fumble, recouvre trois fumbles adverses, et réussit trois réceptions pour un gain de 63 yards et un touchdown. Après la saison, il se voit sélectionné dans l'équipe-type All-State de la MACJC pour ses performances en défense et en équipes spéciales.

#### Bulldogs de Mississippi State (2011-2012)
Après deux années passées à Itawamba, il est transféré et joue pour les Bulldogs de l'Université d'État du Mississippi sous les ordres de l'entraîneur principal Dan Mullen (en). Il y dispute les saisons 2011 et 2012 au sein de la conférence SEC en NCAA Division I FBS. Lors de ces deux saisons, il cumulera 64 tacles, six interceptions et deux touchdowns.

### Carrière professionnelle

#### Draft
Après sa carrière universitaire à Mississippi State, Slay est considéré comme un choix de draft probable de 2e ou 3e tour par la majorité des experts et scouts NFL. Il reçoit une invitation pour participer au Scouting Combine de la NFL où il effectue l'ensemble des exercices.
| Taille                | Poids          | Bras            | Main           | Sprint   | Sprint   | Sprint   | Shuttle 20 yards | 3 cones drill | Détente         | Détente             | Développé couché | Test Wonderlic |
| Taille                | Poids          | Bras            | Main           | 40 yards | 10 yards | 20 yards | Shuttle 20 yards | 3 cones drill | verticale       | horizontale         | Développé couché | Test Wonderlic |
| 1,83 m (5 ft 11 ⅞ in) | 87 kg (192 lb) | 82 cm (32 ¼ in) | 24 cm (9 ⅜ in) | 4,36 s   | 1,50 s   | 2,47 s   | 4,21 s           | 6,90 s        | 90 cm (35 ½ in) | 3,15 m (10 ft 4 in) | 14               | -              |

Le 6 mars 2013, Slay participe au  Mississippi State's pro day en présence de plus de 30 scouts d'équipes NFL. Il est alors classé 7e meilleur cornerback se présentant à la draft par l'analyste Mike Mayock (en) et 8e par le site NFLDraftScout.com.
Il est finalement sélectionné en 36e choix global lors du deuxième tour de la draft 2013 de la NFL par les Lions de Détroit. Il y est le 5e cornerback sélectionné lors de cette draft après Dee Milliner, D. J. Hayden, Desmond Trufant (en) et Xavier Rhodes.

#### Lions de Détroit

##### 2013
Le 3 mai 2013, Slay doit subir une chirurgie arthroscopique pour réparer un ménisque déchiré au genou droit. Le 13 mai 2013, il signe un contrat de quatre ans avec les Lions de Détroit pour un montant de 5,28 millions de $ dont 3,12 millions sont garantis et un bonus à la signature de 2,22 millions,.
Il entre en concurrence avec Chris Houston et Bill Bentley (en) lors des camps d'entraînement pour le poste de cornerback titulaire. L'entraîneur principal Jim Schwartz le désigne finalement comme titulaire à ce poste dès son année rookie.
Il dispute son premier match professionnel contre les Vikings du Minnesota en match d'ouverture de la saison des Lions (victoire 34-24). Il y enregistre 4 tacles en solo et une passe déviée. Après avoir manqué un gros jeu, il est remplacé par le vétéran Rashean Mathis (en) dans le 4e quart-temps. Slay redevient titulaire la semaine suivant mais n'y arrivant pas, il est rétrogradé en faveur de Mathis et ne joue plus qu'en équipes spéciales en 3e semaine (victoire contre les Redskins de Washington). Le 29 septembre 2013, Slay enregistre la meilleure performance de sa saison avec sept tacles et une passe défendue lors de la victoire 40–32 contre les Bears de Chicago. Le 7 décembre 2013, la franchise confirme que Slay s'est déchiré un ménisque à l'entraînement. La blessure est survenue lors d'un exercice sans contact et est décrit par l'entraîneur principal Jim Schwartz comme un accident anormal. Slay de ce fait manque les rois prochains matchs. Le 31 décembre 2013, les Lions virent l'entraîneur principal, celui-ci n'ayant pas su se qualifier pour la phase éliminatoire, terminant la saison sur un bilan négatif de 7 victoires pour 9 défaites. Slay totalise, en fin de saison, 34 tacles dont 27 en solo et six passes défendues lors des 4 matchs sur 13 débutés comme titulaire.

##### 2014
Slay et Rashean Mathis sont désignés tous deux comme les titulaires au poste de cornerback malgré une concurrence naissante lors des camps d'entraînement par Chris Houston.
Lors du premier match de leur saison régulière, les Lions battent 35 à 14 les Giants de New York et Slay y enregistre trois tacles en solo et dévie trois passes adverses. Le 28 septembre 2014 lors de la 4e semaine et la victoire 24 à 17 contre les Jets de New York, Slay enregistre cinq tacles, dévie une passe adverse et réussit la première interception de sa carrière sur une passe du quarterback Geno Smith destinée au wide receiver Eric Decker qu'il retourne sue 40 yards lors du 4e quart temps. En 13e semaine, il enregistre la meilleure performance de sa saison avec huit tacles et trois passes adverses déviées malgré la défaite 17 à 34 contre les Bears de Chicago. Le 14 décembre 2014 en 15e (victoire 16–14 contre les Vikings du Minnesota), Slay réalise cinq tacles, dévie deux passes adverses et réussit l'interception d'une passe du quarterback Teddy Bridgewater destinée au wide receiver Greg Jennings en deuxième quart temps
IL a commencé les 16 matchs de la saison régulière 2014 comme titulaire et aura totalisé 61 tacles dont 48 en solo, dévié 17 passes adverses et réussit deux interceptions. Les Lions terminent second de la NFC North avec un bila de 11 victoires et 5 défaites, se qualifiant pour le tour préliminaire (wild card) de la phase éliminatoire. Le 4 janvier 2015, Slay joue son premier match de phase éliminatoire et y réussit un tacle en solo ainsi qu'une passe déviée malgré la défaite 20 à 24 contre les Cowboys de Dallas.

##### 2015
Slay commence le camp d'entraînement comme cornerback titulaire. Le coordinateur défensif Teryl Austin (en) désigne finalement Slay et Rashean Mathis comme duo de titulaires pour les postes de cornerback de la saison 2015,. Il joue le premier match des Lions contre les Chargers de San Diego et y effectue 5 tacles en solo, une passe adverse déviée et une interception de passe du quarterback Philip Rivers malgré la défaite 28 à 33. Le 13 décembre 2015, il réussit deux tacles en solo, dévie une passe adverse et intercepte une passe du quarterback des Rams de Saint-Louis, Case Keenum (défaite 14 à 21).
La semaine suivante, il réalise la meilleure performance de sa saison avec 7 tacles et deux passes adverses déviées lors de la victoire 35 à 27 contre les Saints de La Nouvelle-Orléans. Il a débuté comme titulaire les 16 matchs de la saison 2015 et a totalisé 59 tacles dont 48 en solo, 13 passes adverses déviées et deux interceptions.

##### 2016
En 2016, il signe une extension de contrat d'une durée de 4 ans et pour un montant de 48 millions de dollars.
Slay commence les camps d'entraînement comme titulaire no 1 au poste de cornerback des Lions, Rashean Mathis n'ayant pas été resigné. L'entraîneur principal Jim Caldwell désigne Slay et Nevin Lawson (en) comme titulaires cornerbacks en 2016 avec le nickelback Quandre Diggs.
Le 2 octobre 2016 en 4e semaine, Slay effectue 4 tacles en solo, dévie 3 passes (record de la saison) et son premier sack en carrière lors de la défaite 14-17 contre les Bears de Chicago. Slay sack le quarterback Brian Hoyer pour une perte adverse de 7 yards lors du premier quart-temps. En 7e semaine (victoire 20-17 contre les Redskins de Washington, Slay enregistre deux tacles avant de quitter le terrain lors du 3e quart-temps à la suite d'une blessure aux ischio-jambiers. Il manque les deux prochains matchs (semaines 8 et 9). En 15e semaine (défaite 6-17 contre les Giants de New York, il effectue un tacle et se reblesse aux ischio-jambiers. Il soit sortir en première mi-temps et ne joue pas le match de 16e semaine chez les Cowboys de Dallas. Le 1er janvier 2017 lors de la 17e semaine, il totalise huit tacles en solo (record de sa saison) malgré la défaite 24-31 chez les Packers de Green Bay. Il termine la saison 2016 avec un total de 44 tacles dont 43 en solo, 13 passes défendues, deux interceptions, un sack et un fumble forcé lors de ses 13 matchs tous disputés comme titulaire.
Les Lions terminent deuxièmes de la division NFC North avec un bilan de 9 victoires pour 7 défaites. Ils sont qualifiés pour jouer le match de wild card joué le 7 janvier 2017. Ce match se solde par une défaite 6 à 26 contre les Seahawks de Seattle au cours duquel Slay aura effectué 2 tacles.

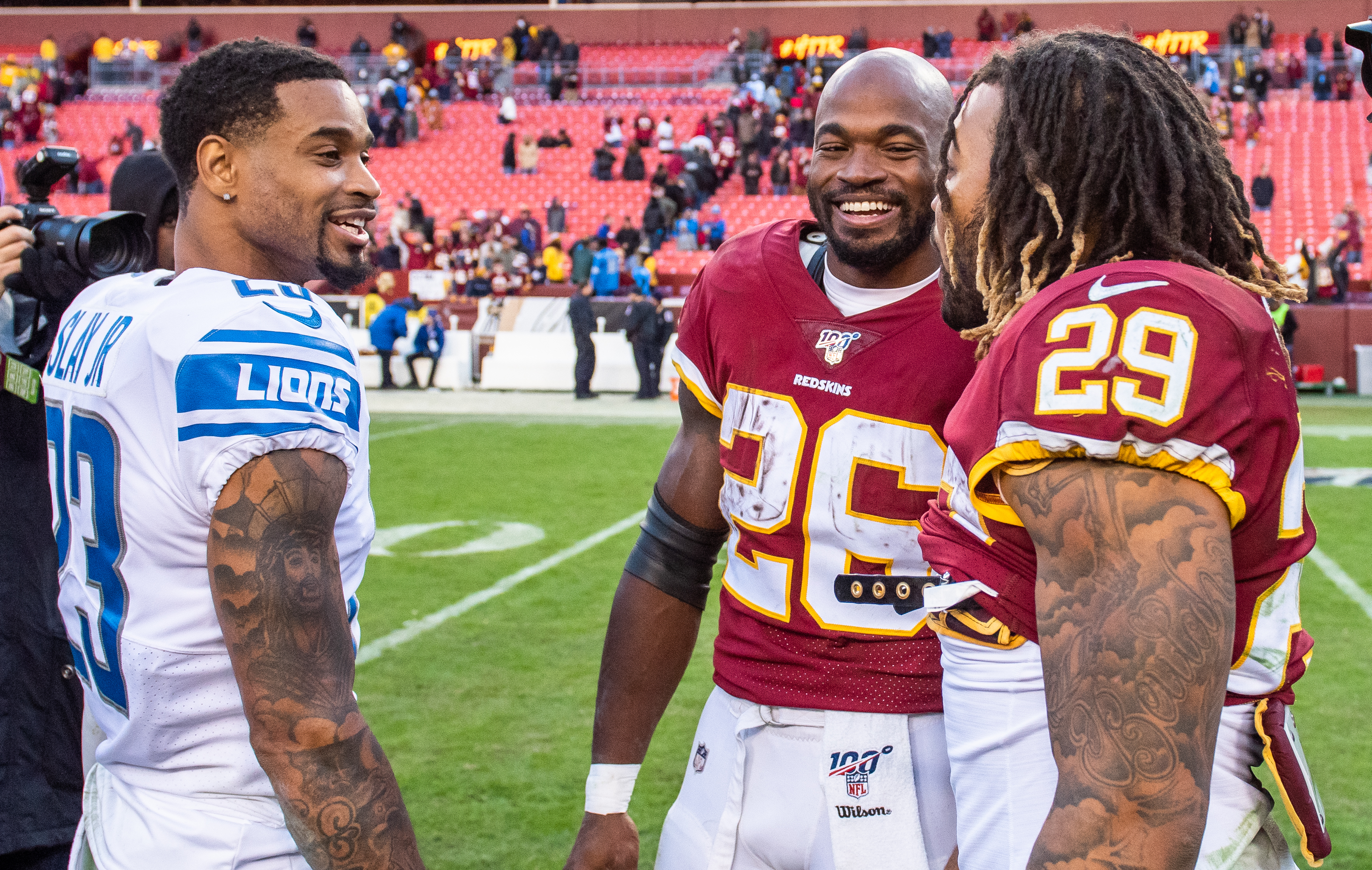
Slay lors du match de 2019 contre les Redskins de Washington.

##### 2017
L'entraîneur principal Jim Caldwell désigne Slay et Nevin Lawson comme titulaire au poste de cornerbacks en 2017. Le 18 septembre 2017, Slay enregistre sa meilleure performance de la saison avec 8 tacles cumulés et deux passes adverses déviées (victoire 24–10 contre les Giants de New York.
En 3e semaine contre les Falcons d'Atlanta ((défaite 26-30), il réussit cinq tacles en solo, défend sur deux passes et intercepte deux passes du quarterback Matt Ryan dont une retournée sur 37 yards. C'est son premier match en carrière avec plus d'une interception,. Le 16 décembre 2017 lors de la victoire 20-10 contre les Bears de Chicago, il réussit cinq tacles, dévie trois passes adverses et intercepte une passe du QB Mitchell Trubisky ce qui lui vaut d'être désigné meilleur défenseur NFC de la semaine. Il devient le meilleur intercepteur de la ligue avec 7 interceptions. Il est également le meilleur en nombre de passes défendus (27). Slay devient également le premier joueur des Lions avec 7 interceptions sur la saison depuis Glover Quin en 2014 et le premier cornerback des Lions à le faire depuis  Bruce McNorton en 1983. Depuis 2000, Slay est le seul joueur de la NFL à cumuler à deux reprises, cinq tacles, deux interceptions et trois passes défendues sur la même saison,.
Le 20 décembre 2017, Slay est sélectionné pour le Pro Bowl 2018, le premier Pro Bowl de sa carrière. Slay aura débuté tous les matchs de la saison 2017 comme titulaire et aura enregistré sur la saison 60 tacles dont 54 en solo, 26 passes déviées (record de sa carrière) et 8 interceptions. Il est le meilleur de la ligue avec ses 8 interceptions en 2017. Slay est sélectionné dans la première équipe All-Pro de la saison 2017. Pro Football Focus lui donne une note générale de 80.6 ce qui le classe 16e des cornerbacks 2017. Il est également classé 49e par ses pairs du Top 100 des joueurs NFL 2018 (en).

##### 2018
En 14e semaine, Slay retourne une interception de passe de QB Josh Rosen sur 67 yards inscrivant un touchdown (victoire 17–3 contre les Cardinals de l'Arizona ce qui lui vaut d'être désigné meilleur joueur défensif NFC de la semaine.

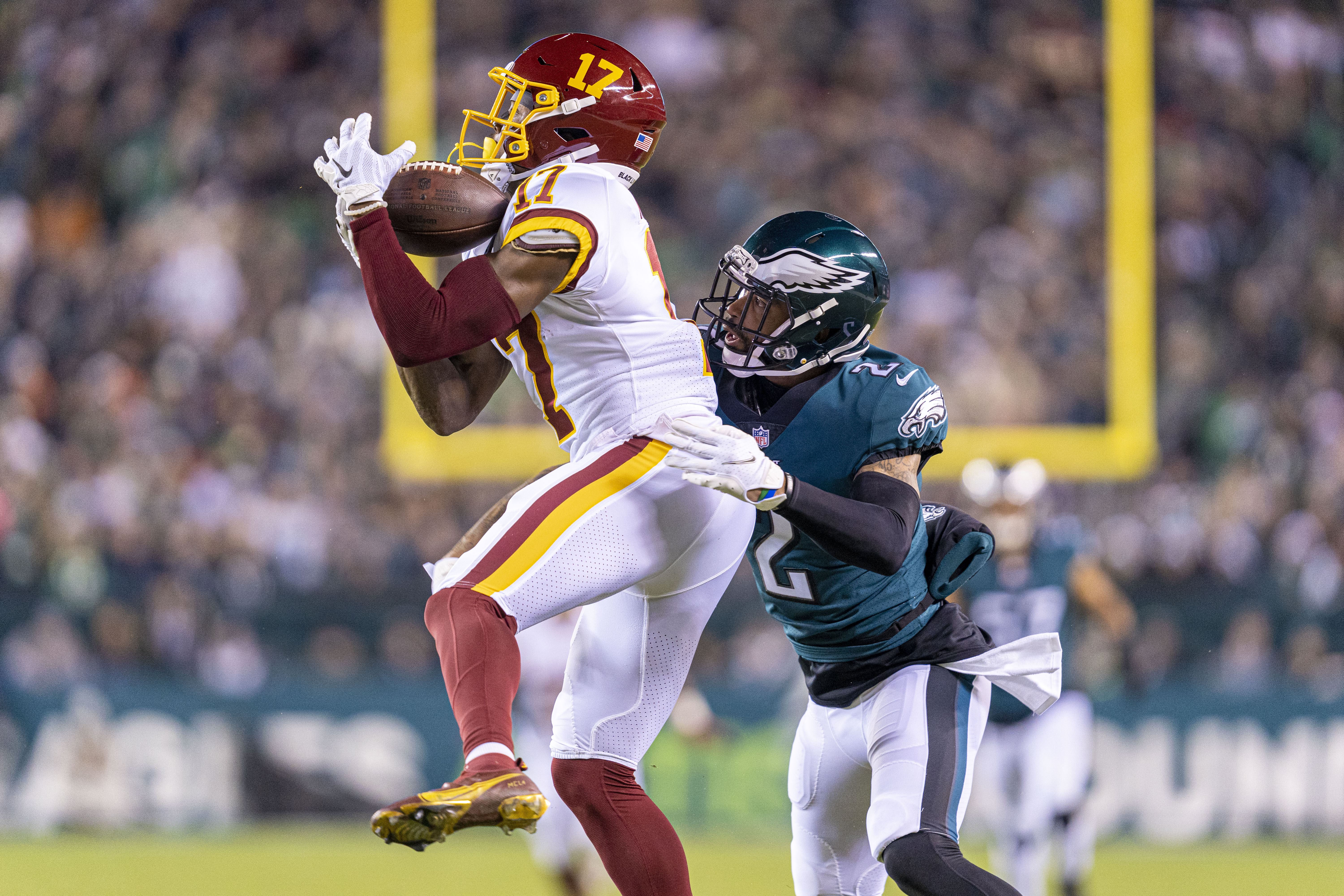
Slay couvrant le wide receiver dee la Washington Football Team, Terry McLaurin, en 2021.

##### 2019
En 2e semaine contre les Chargers de Los Angeles, Slay effectue sa première interception de la saison sur une passe de Philip Rivers (victoire 13–10).

#### Eagles de Philadelphie

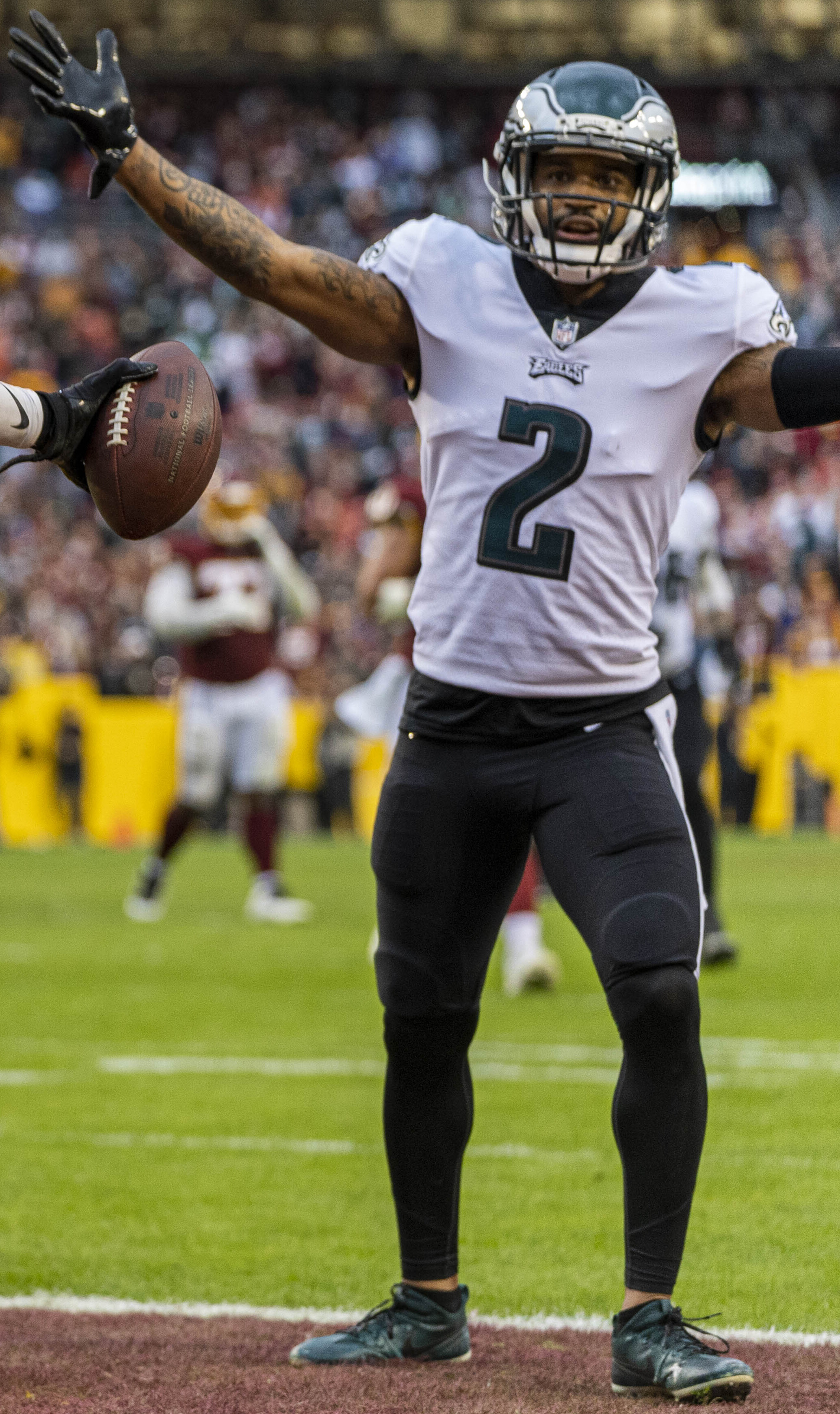
Slay célébrant une interception en 2022.

Le 20 mars 2020, Slay est transféré chez les Eagles de Philadelphie en échange de choix de sélection lors des 3e et 5e tours de la draft 2020 de la NFL. Il y signe un contrat de trois ans pour un montant de 50 millions de $ dont 30 sont garantis,. Le no 23 étant déjà attribué à Rodney McLeod, il déclare qu'il portera le no 24 en honneur de Kobe Bryant.
Contre les Cowboys en 16e semaine (défaitre 17 à 37), Slay réussit sa première interception pour les Eagles sur une passe du quarterback Andy Dalton.
Le 1er mai 2021, Slay change de numéro à la suite des nouvelles règles de la NFL et porte le no 2 à la place du no 24. Contre les Panthers en 5e semaine de la saison 2021 (victoire 212 à 18), Slay intercepte deux passes effectuées par le quarterback Sam Darnold. Trois semaines plus tard contre les Lions à domicile, il recouvre un fumble de D'Andre Swift qu'il retourne sur 33 yards en touchdown (victoire 44 à 6). Le 17 novembre, il est désigné meilleur joueur défensif NFC de la 10e semaine après son match contre les Broncos où il récupère un fumble adverse qu'il transforme en touchdown à la suite d'une course de 82 yards (victoire 30 à 13).
La semaine suivante lors de la victoire 40 à 29 contre les Saints, il interception une passe du quarterback Trevor Siemian qu'il retourne en touchdown. Ses 116 yards gagnés à la suite des fumbles retournés sur la saison, constituent le 6e meilleur total de l'histoire de la NFL dans cette statistique tandis que ses 3 touchdowns défensifs inscrits sur la saison sont la 2e meilleur performance de l'histoire de sa franchise derrière Eric Allen (en). Fin de saison, il obtient une sélection pour le 4e Pro Bowl de sa carrière, le 1er chez les Eagles.
En 2e semaine de la saison 2022, Slay dévie 5 passes adverses et réussit deux interception lors de la victoire 24 à 7 contre les Vikings, ce qui lui vaut d'être désigné meilleur joueur défensif NFC de la semaine. Il remporte la finale de conférence NFC en battant les 49ers ce qui lui permet d'accéder à son premier Super Bowl. Lors du Super Bowl LVII disputé contre les Chiefs, Slay réalise quatre plaquages mais les Eagles ne peuvent éviter la défaite 35 à 38.
Libéré le 15 mars 2023 par sa franchise, Slay accepte le lendemain une restructuration de son contrat et signe avec les Eagles pour une durée de deux ans,.
Slay participe à son deuxième Super Bowl le 9 février 2025. Disputé au Caesars Superdome de La Nouvelle-Orléans, les Eagles remportent le Super Bowl LIX en battant les Chiefs de Kansas City 40 à 22, obtenant ainsi leur revanche du Super Bowl LVII,,. Slay y effectue deux plaquages en ayant participé à 49 jeux (88%) en défense.

#### Steelers de Pittsburgh
Le 13 mars 2025, il signe un contrat d'un an pour un montant 10 millions de dollars avec les Steelers de Pittsburgh,.

## Statistiques

### NCAA
| Année       | Équipe                        | Statut      | MJ |       | Plaquages | Plaquages | Plaquages | Plaquages |       | Interceptions | Interceptions | Interceptions | Interceptions |  | Fumbles | Fumbles |
| Année       | Équipe                        | Statut      | MJ | Total | Seul      | Ast.      | Sacks     | Nb.       | Yards | Déf.          | TD            | Nb.           | Rec.          |  |         |         |
| 2011        | Bulldogs de Mississippi State | Jr.         | 13 | 24    | 16        | 08        | 0         | 1         | 072   | 0             | 1             | 0             | 0             |  |         |         |
| 2012        | Bulldogs de Mississippi State | Sr.         | 13 | 40    | 26        | 14        | 0         | 5         | 101   | 0             | 1             | 0             | 0             |  |         |         |
| Totaux NCAA | Totaux NCAA                   | Totaux NCAA | 26 | 64    | 42        | 22        | 0         | 6         | 173   | 0             | 2             | 0             | 0             |  |         |         |

### NFL
| *               | sélectionné au Pro Bowl                      |
| +               | sélectionné dans la première équipe All-Pro  |
| chiffre en gras | meilleure statistique sur la carrière en NFL |

| Année        | Équipe                 | MJ  |                | Plaquages      | Plaquages      | Plaquages      | Plaquages      |                | Interceptions  | Interceptions  | Interceptions | Interceptions |  | Fumbles | Fumbles |
| Année        | Équipe                 | MJ  | Total          | Seul           | Ast.           | Sacks          | Nb.            | Yards          | Déf.           | TD             | Nb.           | Rec.          |  |         |         |
| 2013         | Lions de Détroit       | 13  | 34             | 27             | 07             | 0              | 0              | 0              | 05             | 0              | 0             | 0             |  |         |         |
| 2014         | Lions de Détroit       | 16  | 61             | 48             | 13             | 0              | 2              | 042            | 17             | 0              | 0             | 0             |  |         |         |
| 2015         | Lions de Détroit       | 16  | 59             | 48             | 11             | 0              | 2              | 0              | 13             | 0              | 0             | 0             |  |         |         |
| 2016         | Lions de Détroit       | 13  | 44             | 43             | 0 1            | 1              | 2              | 024            | 13             | 0              | 1             | 0             |  |         |         |
| 2017 *+      | Lions de Détroit       | 16  | 60             | 54             | 06             | 0              | 8              | 073            | 26             | 0              | 0             | 1             |  |         |         |
| 2018 *       | Lions de Détroit       | 15  | 43             | 40             | 03             | 0              | 3              | 107            | 17             | 1              | 0             | 0             |  |         |         |
| 2019 *       | Lions de Détroit       | 14  | 46             | 36             | 10             | 0              | 2              | 019            | 13             | 0              | 0             | 1             |  |         |         |
| 2020         | Eagles de Philadelphie | 15  | 59             | 53             | 06             | 0              | 1              | 025            | 06             | 0              | 0             | 0             |  |         |         |
| 2021*        | Eagles de Philadelphie | 16  | 52             | 40             | 12             | 0              | 3              | 075            | 09             | 1              | 0             | 2             |  |         |         |
| 2022*        | Eagles de Philadelphie | 17  | 55             | 40             | 15             | 0              | 3              | 017            | 14             | 0              | 0             | 0             |  |         |         |
| 2023*        | Eagles de Philadelphie | 12  | 57             | 48             | 09             | 0              | 2              | 086            | 14             | 1              | 0             | 0             |  |         |         |
| 2024         | Eagles de Philadelphie | 14  | 49             | 39             | 10             | 0              | 0              | 0              | 13             | 0              | 1             | 1             |  |         |         |
| 2025         | Steelers de Pittsburgh | ?   | Saison à venir | Saison à venir | Saison à venir | Saison à venir | Saison à venir | Saison à venir | Saison à venir | Saison à venir | ?             | ?             |  |         |         |
| Totaux NFL   | Totaux NFL             | 163 | 570            | 477            | 93             | 1              | 28             | 465            | 148            | 3              | 2             | 4             |  |         |         |
| Totaux Lions | Totaux Lions           | 103 | 347            | 296            | 51             | 1              | 19             | 265            | 104            | 1              | 1             | 2             |  |         |         |

| Année        | Équipe                 | MJ |       | Plaquages | Plaquages | Plaquages | Plaquages |       | Interceptions | Interceptions | Interceptions | Interceptions |  | Fumbles | Fumbles |
| Année        | Équipe                 | MJ | Total | Seul      | Ast.      | Sacks     | Nb.       | Yards | Déf.          | TD            | Nb.           | Rec.          |  |         |         |
| 2014         | Lions de Détroit       | 1  | 1     | 1         | 0         | 0         | 0         | 0     | 1             | 0             | 0             | 0             |  |         |         |
| 2016         | Lions de Détroit       | 1  | 2     | 1         | 1         | 0         | 0         | 0     | 0             | 0             | 0             | 0             |  |         |         |
| 2021*        | Eagles de Philadelphie | 1  | 5     | 4         | 1         | 0         | 0         | 0     | 1             | 0             | 0             | 0             |  |         |         |
| 2022*        | Eagles de Philadelphie | 3  | 12    | 8         | 4         | 0         | 0         | 0     | 1             | 0             | 0             | 0             |  |         |         |
| 2024         | Eagles de Philadelphie | 1  | 6     | 4         | 2         | 0         | 0         | 0     | 0             | 0             | 0             | 0             |  |         |         |
| 2024         | Eagles de Philadelphie | 4  | 14    | 12        | 2         | 0         | 1         | 0     | 5             | 0             | 0             | 0             |  |         |         |
| Totaux NFL   | Totaux NFL             | 11 | 40    | 30        | 10        | 0         | 1         | 0     | 8             | 0             | 0             | 0             |  |         |         |
| Totaux Lions | Totaux Lions           | 2  | 3     | 2         | 1         | 0         | 0         | 0     | 1             | 0             | 0             | 0             |  |         |         |

## Vie privée
Slay s'est vu donné le surnom de « Big Play Slay » par Geoff Collins (en), coordinateur défensif des Bulldogs de Mississippi State lors de son arrivée en 2011. Il a conservé ce surnom pendant sa carrière professionnelle, notamment à l'occasion des présentations de joueurs lors des retransmissions nationales ainsi qu'en baptisant de ce nom son podcast hebdomadaire.
Slay est le deuxième cousin de Tracy Walker (en) un de ses anciens coéquipier chez les Lions. Slay est également un parent éloigné d'Ahmaud Arbery, assassiné en février 2020.